# Разъезд 115
Разъезд 115 (каз. рзд.115) — разъезд в Тюлькубасском районе Туркестанской области Казахстана. Входит в состав Джабаглинского сельского округа. Код КАТО — 516043300.

## Население
В 1999 году население разъезда составляло 247 человек (127 мужчин и 120 женщин). По данным переписи 2009 года, в разъезде проживало 111 человек (55 мужчин и 56 женщин).